# Eriopyga perfragilis
Eriopyga perfragilis là một loài bướm đêm trong họ Noctuidae.